# 北洼乡
北洼乡，是中华人民共和国河北省石家庄市灵寿县下辖的一个乡镇级行政单位。

## 行政区划
北洼乡下辖以下地区：
北洼村、南洼村、小韩楼村、南湖村、北湖村、朱食村、西孙楼村、东孙楼村和党家庄村。